# Елена Рјабчук
Елена Рјабчук (рус. Елена Рябчук; рођена 27. јула 1985) је бивша уметничка клизачица.

## Биографија
Рођена је 27. јула 1985. у Кијеву. Сезоне 1999—2000. је заједно са Станиславом Захаровом освојила четврто место на ISU Junior Grand Prix, шесто на Светском јуниорском првенству и прво на Јуниорском првенству Русије. Следеће сезоне 2000—2001. је са истим партнером освојила осмо место на ISU Junior Grand Prix и друго на Јуниорском првенству Русије. Лета 2000. ју је Захаров током тренинга клизаљком случајно ударио у главу па је хоспитализована на неколико недеља због повреде. Сезоне 2001—2002. су освојили прво место на Светском јуниорском првенству и Јуниорском првенству Русије и шесто на Првенству Русије. Следеће сезоне 2002—2003. су на ISU Junior Grand Prix освојили друго и шесто место. Висока је 152 центиметара.

## Резултати

### Са Захаровом
| Резултати                   | Резултати   | Резултати   | Резултати   | Резултати   |
| Међународни                 | Међународни | Међународни | Међународни | Међународни |
| Догађај                     | 1999—2000.  | 2000—2001.  | 2001—2002.  | 2002—2003.  |
| --------------------------- | ----------- | ----------- | ----------- | ----------- |
| Светско јуниорско првенство | 6           | 8           | 1           |             |
| JGP Чешке                   | 4           |             |             |             |
| JGP Француске               |             |             |             | 2           |
| JGP Италије                 |             |             |             | 6           |
| Државни                     |             |             |             |             |
| Првенство Русије            |             |             | 6           |             |
| Јуниорско првенство Русије  | 1           | 2           | 1           |             |
| JGP = ISU Junior Grand Prix |             |             |             |             |

## Програми
(са Захаровом)
| Сезона     | Кратки програм                                       | Слободно клизање                                                            |
| ---------- | ---------------------------------------------------- | --------------------------------------------------------------------------- |
| 2002—2003. | - The Truman Show Буркхард фон Даллвиц               | - 1492: Conquest of Paradise Вангелис                                       |
| 2001—2002. | - The Road to El Dorado                              | - 1492: Conquest of Paradise Вангелис                                       |
| 2000—2001. | - The Addams Family Марк Шејман The Caroling Company | - Music Жан Мишел Жар - Love Story Франсис Ле - Barcelona Ричард Клејдерман |